# Pablo (киберспортсмен)
Павел «Pablo» Скуратов (род. 17 мая 1998, Липецк) — российский киберспортсмен, игрок в FIFA. Обладатель Кубка России по интерактивному футболу.

## Биография
Родился в Липецке, учился там в частной школе. Затем переехал в Москву, окончил Московский авиационный институт.
В киберспортивных турнирах принимал участие начиная с FIFA 12. В 2018 году выступил на первом розыгрыше Кубка России, но по итогам турнира попал лишь в топ-16, представлял на турнире липецкий «Металлург». Затем заключил контракт с немецким клубом «Юрдинген 05», но из-за недостатка финансирования киберфутбольное подразделение клуба закрылось.
В апреле 2022 года впервые занял призовое место на турнире под эгидой ФКС, став бронзовым призёром чемпионата России. В сентябре того же года стал победителем Кубка России.

## Достижения
Чемпионат России (РФС/ФКС)
- Бронзовый призёр: 2022

Кубок России (РФС/ФКС)
- Победитель: 2022